# 수나누기
수나누기는 착점의 능률성을 판단하기 위해 정석에서 변화도를 활용하는 것으로, '다른 수순으로 같은 형태가 나오게 하여 가치를 분석'하는 것이다. 즉, 여러 가지 경우의 수로 나누어 '착점의 효율을 검증'하는 것을 의미한다.